# Rocco Salomone
Rocco Salomone (Pizzo, 26 ottobre 1883 – Roma, 1º novembre 1960) è stato un politico italiano.

## Biografia
Si iscrisse da giovane al Partito Popolare Italiano e, nel 1919, si candidò al Parlamento, non raggiungendo però l'elezione; così accadde anche alle elezioni politiche del 1946, stavolta con la Democrazia Cristiana, per l'elezione dell'Assemblea Costituente. 
Venne eletto per la prima volta al Senato, l'8 maggio 1948, nelle liste della DC, in occasione delle elezioni per la I legislatura della Repubblica Italiana. 
Fu poi rieletto, sempre con la DC, per le due seguenti legislature. Nel corso della II Legislatura, ricoprì per due volte l'incarico di Ministro per l'agricoltura e le Foreste, durante i governi De Gasperi VIII e Pella.